# Rijksbeschermd gezicht Middelburg
Gezicht Middelburg is een van rijkswege beschermd stadsgezicht in Middelburg in de Nederlandse provincie Zeeland. De procedure voor aanwijzing werd gestart op 11 november 1982. Het gebied werd op 19 augustus 1985 definitief aangewezen. Het beschermd gezicht beslaat een oppervlakte van 174,6 hectare.
Panden die binnen een beschermd gezicht vallen krijgen niet automatisch de status van beschermd monument. Wel zal de gemeente het bestemmingsplan aanpassen om nieuwe ontwikkelingen in het gebied te reguleren. De gezichtsbescherming richt zich op de stedenbouwkundige en cultuurhistorische waardering van een gebied en wil het toekomstig functioneren daarvan veiligstellen.
Het stadsgezicht is een van de 17 beschermde stads- en dorpsgezichten in Zeeland.